# Katusha Team/Saison 2012
Dieser Artikel listet Erfolge und Fahrer des Radsportteams Katusha Team in der Saison 2012 auf.

## Erfolge in der UCI World Tour
| Datum         | Rennen                          | Sieger              |
| ------------- | ------------------------------- | ------------------- |
| 20. Januar    | 4. Etappe Tour Down Under       | Óscar Freire Gomez  |
| 12. März      | 6. Etappe Tirreno–Adriatico     | Joaquim Rodríguez   |
| 5. April      | 4. Etappe Vuelta al País Vasco  | Joaquim Rodríguez   |
| 6. April      | 5. Etappe Vuelta al País Vasco  | Joaquim Rodríguez   |
| 18. April     | La Flèche Wallonne              | Joaquim Rodríguez   |
| 15. Mai       | 10. Etappe Giro d’Italia        | Joaquim Rodríguez   |
| 23. Mai       | 17. Etappe Giro d’Italia        | Joaquim Rodríguez   |
| 5. Juni       | 2. Etappe Critérium du Dauphiné | Daniel Moreno       |
| 10. Juni      | 7. Etappe Critérium du Dauphiné | Daniel Moreno       |
| 13. Juni      | 5. Etappe Tour de Suisse        | Wladimir Isajtschew |
| 23. August    | 6. Etappe Vuelta a España       | Joaquim Rodríguez   |
| 30. August    | 12. Etappe Vuelta a España      | Joaquim Rodríguez   |
| 1. September  | 14. Etappe Vuelta a España      | Joaquim Rodríguez   |
| 8. September  | 20. Etappe Vuelta a España      | Denis Menschow      |
| 29. September | Giro di Lombardia               | Joaquim Rodríguez   |
| 12. Oktober   | 4. Etappe Tour of Beijing       | Marco Haller        |

## Erfolge in der UCI Europe Tour
| Datum        | Rennen                                      | Kat. | Sieger             |
| ------------ | ------------------------------------------- | ---- | ------------------ |
| 22. Februar  | 3. Etappe Ruta del Sol                      | 2.1  | Óscar Freire       |
| 23. Februar  | 4. Etappe Ruta del Sol                      | 2.1  | Daniel Moreno      |
| 29. März     | 3a. Etappe Driedaagse van De Panne-Koksijde | 2.HC | Alexander Kristoff |
| 30. März     | Volta Limburg Classic                       | 1.1  | Pawel Brutt        |
| 31. März     | Gran Premio Miguel Induráin                 | 1.HC | Daniel Moreno      |
| 3. April     | 1. Etappe Circuit Cycliste Sarthe           | 2.1  | Denis Galimsjanow  |
| 21. Juni     | Lettische Meisterschaft – Einzelzeitfahren  | CN   | Gatis Smukulis     |
| 22. Juni     | Russische Meisterschaft – Einzelzeitfahren  | CN   | Denis Menschow     |
| 24. Juni     | Russische Meisterschaft – Straßenrennen     | CN   | Eduard Worganow    |
| 1. August    | 1. Etappe Vuelta a Burgos                   | 2.HC | Daniel Moreno      |
| 2. August    | 2. Etappe Vuelta a Burgos                   | 2.HC | Daniel Moreno      |
| 1.–5. August | Gesamtwertung Vuelta a Burgos               | 2.HC | Daniel Moreno      |
| 25. August   | 4. Etappe Post Danmark Rundt                | 2.HC | Alexander Kristoff |

## Zugänge – Abgänge
| Zugänge            | Team 2011                  | Abgänge                           | Team 2012                     |
| ------------------ | -------------------------- | --------------------------------- | ----------------------------- |
| Alexander Kristoff | BMC Racing Team            | Wladimir Karpez                   | Movistar                      |
| Gatis Smukulis     | HTC-Highroad               | Stijn Vandenbergh                 | Omega Pharma-Quick Step       |
| Simon Špilak       | Lampre-ISD                 | Jegor Silin                       | Astana Pro Team               |
| Óscar Freire       | Rabobank                   | Leif Hoste                        | Accent Jobs-Willems Veranda’s |
| Maxim Belkow       | Vacansoleil-DCM            | Danilo Di Luca                    | Acqua & Sapone                |
| Ángel Vicioso      | Androni Giocattoli-C.I.P.I | Filippo Pozzato                   | Farnese Vini-Selle Italia     |
| Xavier Florencio   | Geox-TMC                   | Arkimedes Arguelyes               | RusVelo                       |
| Denis Menschow     | Geox-TMC                   | Alexander Mironow                 | RusVelo                       |
| Marco Haller       | Adria Mobil                | Artjom Owetschkin                 | RusVelo                       |
| Timofei Krizki     | Itera-Katusha              | Nikolai Trussow                   | RusVelo                       |
| Alexei Zatewitsch  | Itera-Katusha              | Aleksandr Pliușkin                | Leopard-Trek Continental Team |
| Rüdiger Selig      | Neoprofi                   | Sergei Iwanow                     | Karriereende                  |
|                    |                            | Denis Galimsjanow (bis 27. April) | Dopingsperre                  |

## Mannschaft
| Name                  | Geburtstag            | Nationalität |              |
| --------------------- | --------------------- | ------------ | ------------ |
| Maxim Belkow          | 9. Januar 1985        | Russland     |              |
| Pawel Brutt           | 29. Januar 1982       | Russland     |              |
| Giampaolo Caruso      | 15. August 1980       | Italien      |              |
| Xavier Florencio      | 26. Dezember 1979     | Spanien      |              |
| Óscar Freire          | 15. Februar 1976      | Spanien      |              |
| Wladimir Gussew       | 4. Juli 1982          | Russland     |              |
| Marco Haller          | 1. April 1991         | Österreich   |              |
| Joan Horrach          | 27. März 1974         | Spanien      |              |
| Pjotr Ignatenko       | 27. September 1987    | Russland     |              |
| Michail Ignatjew      | 7. Mai 1985           | Russland     |              |
| Wladimir Isajtschew   | 21. April 1986        | Russland     |              |
| Alexander Kolobnew    | 4. Mai 1981           | Russland     |              |
| Alexander Kristoff    | 5. Juli 1987          | Norwegen     |              |
| Timofei Krizki        | 24. Januar 1987       | Russland     |              |
| Aljaksandr Kuschynski | 27. Oktober 1979      | Belarus      |              |
| Alberto Losada        | 28. Februar 1982      | Spanien      |              |
| Denis Menschow        | 25. Januar 1978       | Russland     |              |
| Daniel Moreno         | 5. September 1981     | Spanien      |              |
| Luca Paolini          | 17. Januar 1977       | Italien      |              |
| Alexander Porsew      | 21. Februar 1986      | Russland     |              |
| Joaquim Rodríguez     | 12. Mai 1979          | Spanien      |              |
| Rüdiger Selig         | 19. Februar 1989      | Deutschland  |              |
| Gatis Smukulis        | 15. April 1987        | Lettland     |              |
| Simon Špilak          | 23. Juni 1986         | Slowenien    |              |
| Juri Trofimow         | 26. Januar 1984       | Russland     |              |
| Maxime Vantomme       | 8. März 1986          | Belgien      |              |
| Ángel Vicioso         | 13. April 1977        | Spanien      |              |
| Eduard Worganow       | 7. Dezember 1982      | Russland     |              |
| Alexei Zatewitsch     | 5. Juli 1989          | Russland     |              |
| Stagiaires            | Stagiaires            | Nationalität | Nationalität |
| Wjatscheslaw Kusnezow | Wjatscheslaw Kusnezow | Russland     |              |
| Ilnur Sakarin         | Ilnur Sakarin         | Russland     |              |
| Anton Worobjow        | Anton Worobjow        | Russland     |              |